# Autoestrada A3 (Itália)
A Autoestrada A3 é uma autoestrada no sul da Itália que conecta Nápoles a Reggio Calabria, passando por três regiões do país: Campânia (171 km), Basilicata (30 km) e Calábria (293,9 km). Se divide em dois segmentos principais, que correspondem aos trechos administrados por duas sociedades: trecho Nápoles-Salerno, gerido pela SAM (Società Autostrade Meridionali) e trecho Salerno-Reggio Calabria, encarregado à ANAS (Azienda Nazionale Autonoma delle Strade). É também pertencente à rede de estradas europeias, fazendo parte das E45 e E90.

## História
O primeiro segmento da atual autoestrada A3 foi aquele que conectava Nápoles a Pompeia, inaugurado em 22 de junho de 1929. Anos depois, o trecho que vai de Pompeia a Salerno foi finalizado em 16 de julho de 1961.
Em 1964, o governo da Itália decidiu construir uma autoestrada que conectasse o resto da Itália à Calábria, que até então ficava isolada por conta da natureza de seu terreno, que tornava problemático o acesso à região. A nova rodovia foi construída em um total de 8 anos, sendo totalmente completada em 13 de junho de 1974.
Depois de concluída, recebeu muitas críticas por supostamente apresentar uma estrutura inferior a de outras autoestradas do país. Engarrafamentos eram frequentes, principalmente durante o verão. Para solucionar o problema, o governo italiano anunciou a renovação da rodovia, em 1997. A maioria destas obras ainda se encontravam acontecendo, em 2010, mesmo o prazo de finalização ter sido estimado para 2003. Investigações antifraude feitas nas obras feitas entre 2007 e 2010 por órgãos da União Europeia, juntamente com o pagamento de uma multa à UE em julho de 2012, atrasaram ainda mais os trabalhos na A3. Os custos do atraso revertidos à obra já atingiram mais de 10 bilhões de euros e a conclusão estimada para 2018.

## Rota

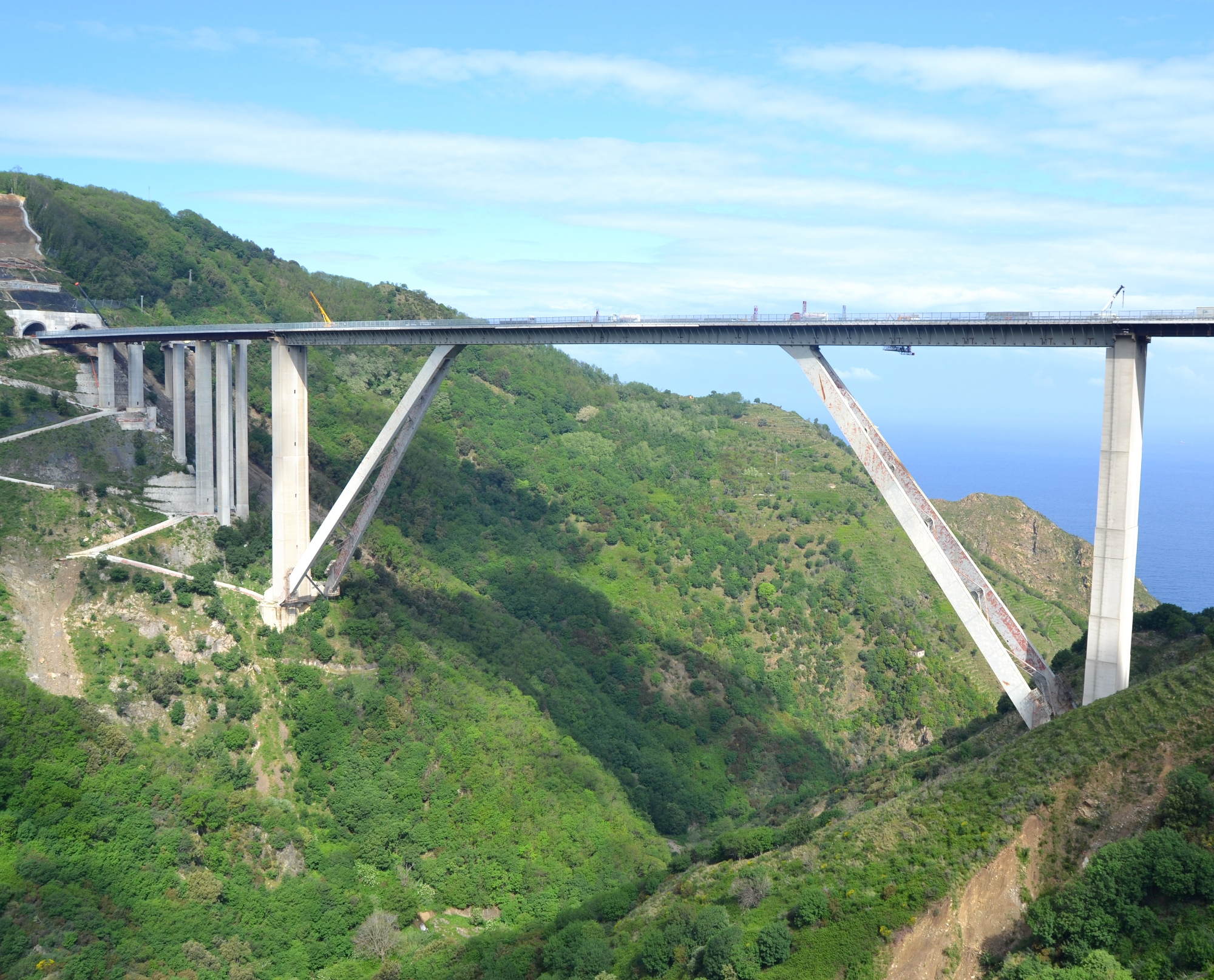
Viaduto Sfalassa

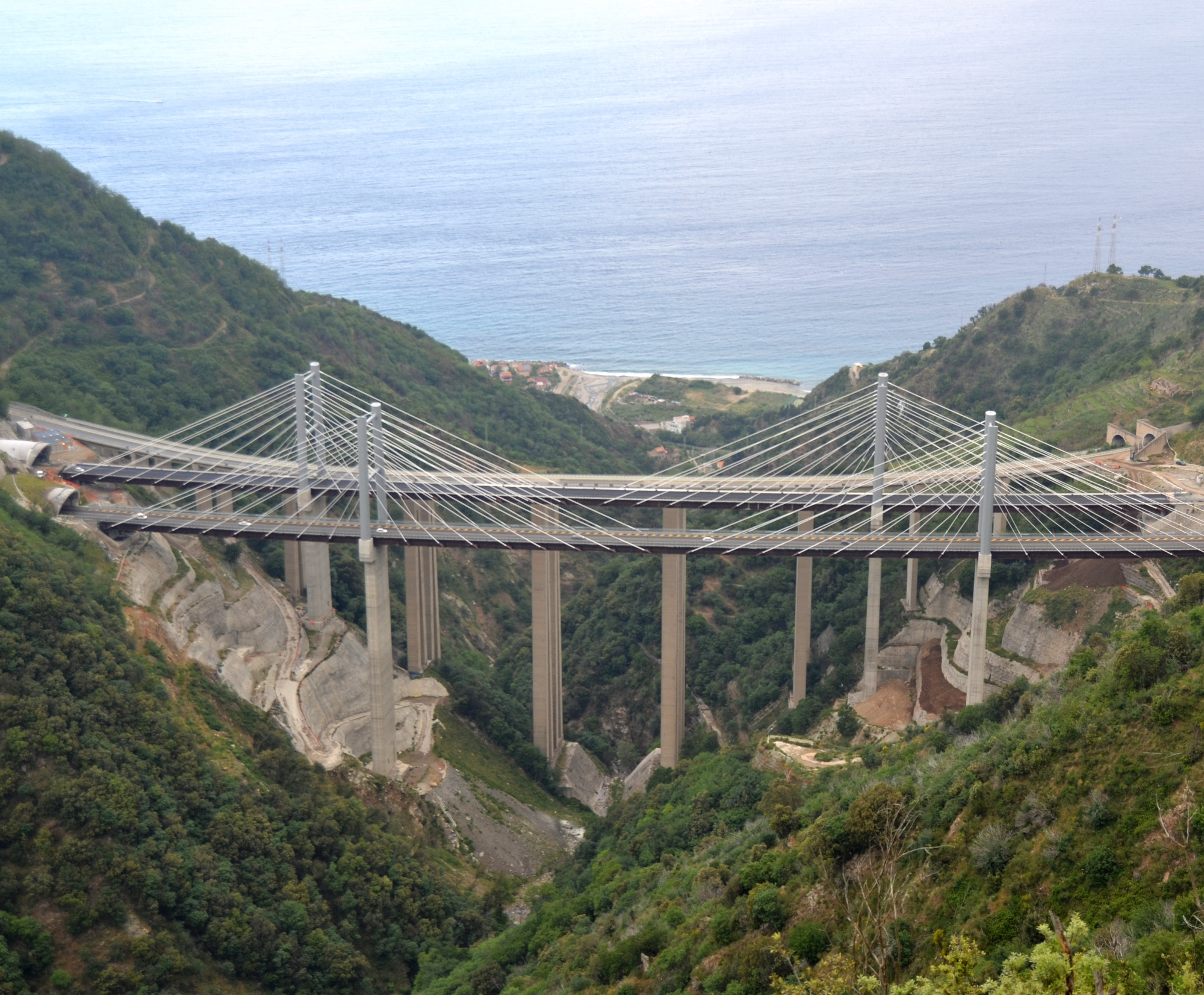
Viaduto Favazzina

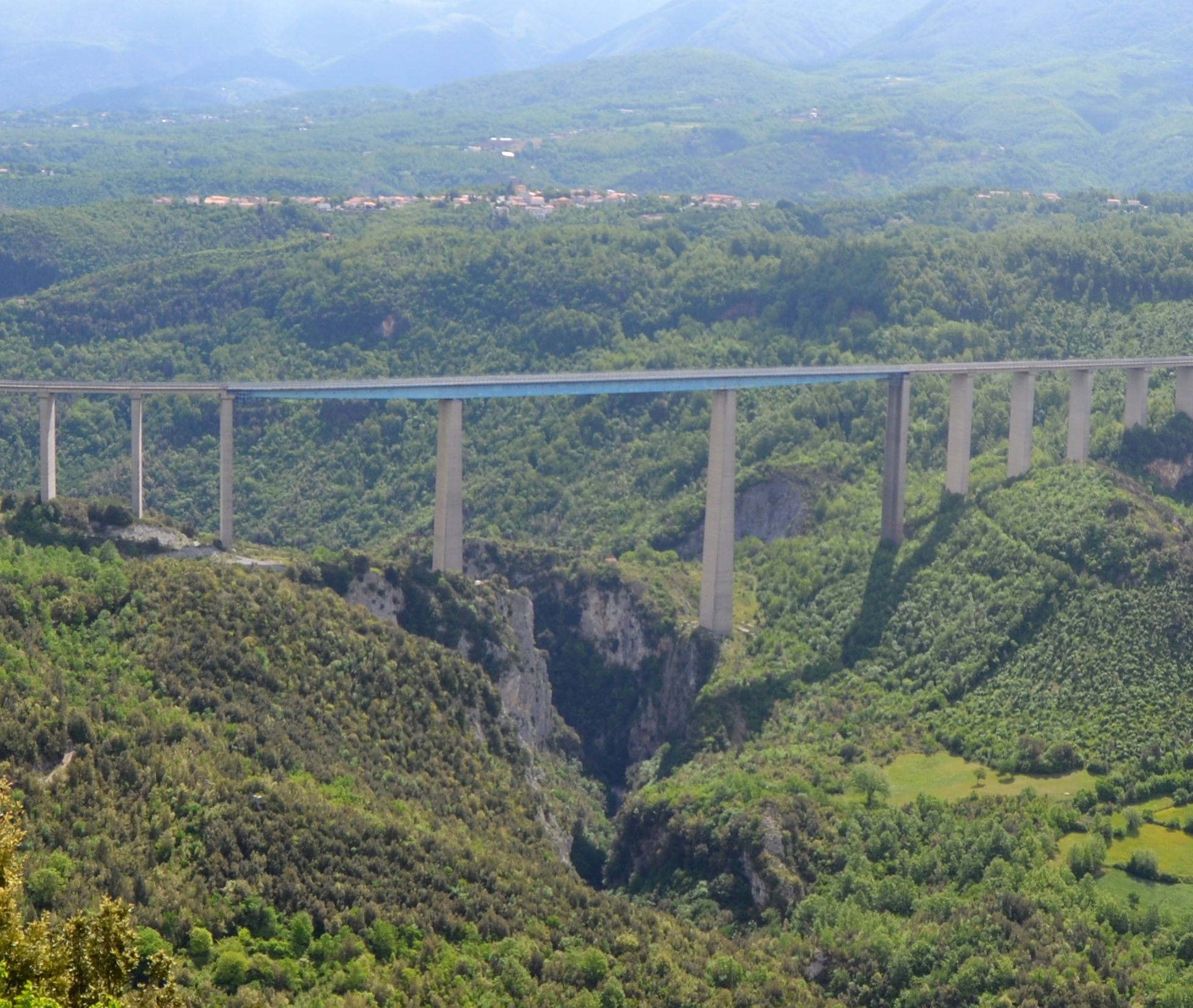
Viaduto Italia

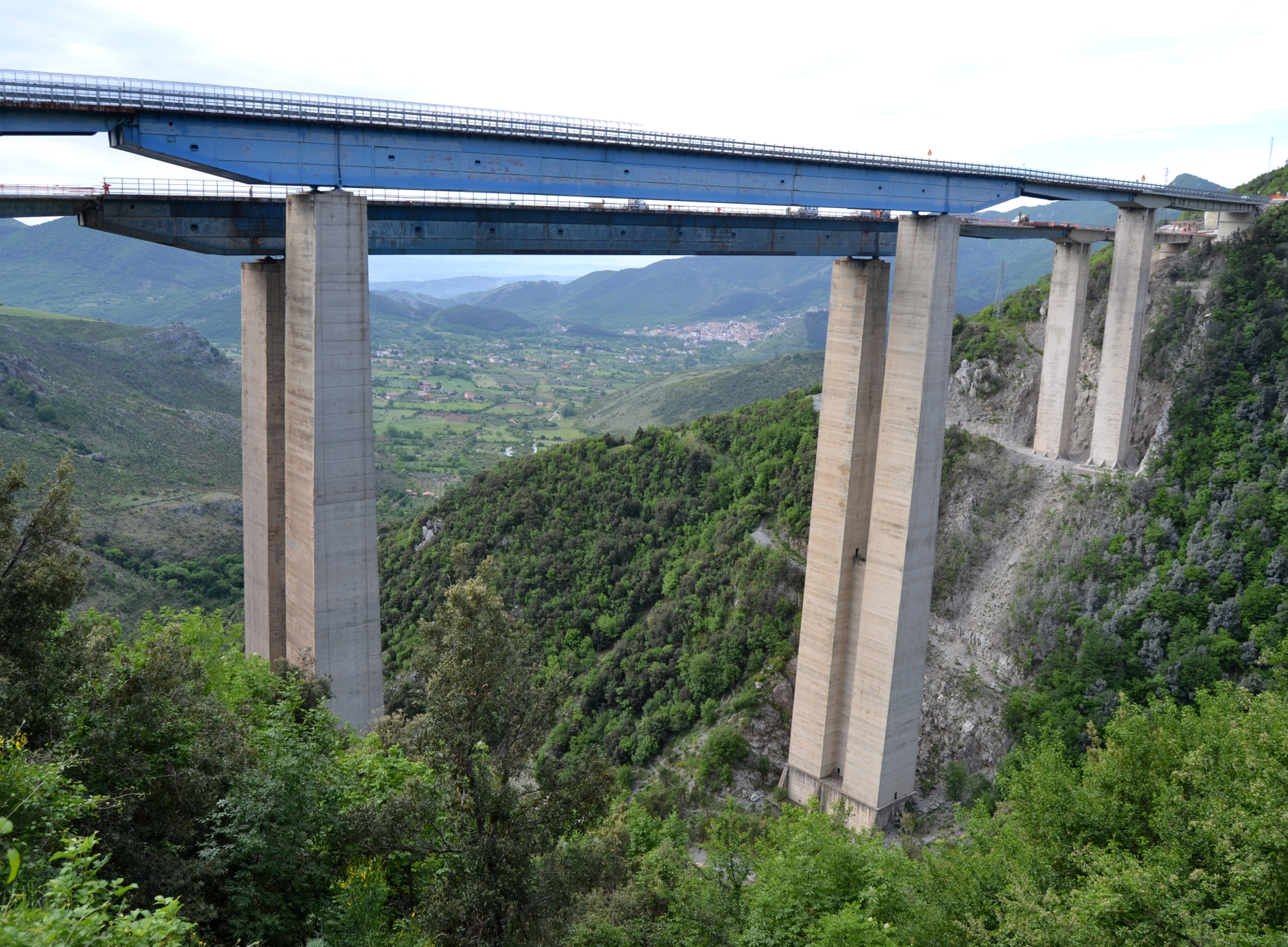
Viaduto Rago

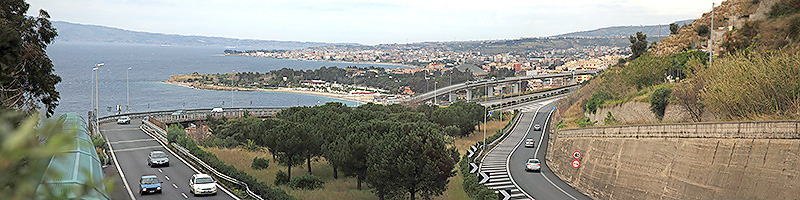
Reggio Calabria: fim da A3 e começo da RA04 que a conecta com a SS106.

| A3 NAPOLI - REGGIO CALABRIA                              |       |       |           |                  |
| Saída                                                    | ↓km↓  | ↑km↑  | Província | Estrada Europeia |
| Napoli Centro                                            | 2,0   | 51,6  | NA        |                  |
| Napoli San Giovanni a Teduccio                           | 2,5   | 46,1  | NA        |                  |
| Roma, Firenze, Bologna, Milano                           | 2,5   | 4,1   | NA        |                  |
| Napoli Ponticelli-S.Giorgio Nord                         | 5,5   | 45,2  | NA        |                  |
| San Giorgio a Cremano                                    | 6,4   | 45,2  | NA        |                  |
| Portici (Bellavista)                                     | 8,0   | 43,6  | NA        |                  |
| Ercolano                                                 | 8,5   | 43,1  | NA        |                  |
| Torre del Greco Nord                                     | 11,5  | 40,1  | NA        |                  |
| Torre Annunziata Nord                                    | 15,0  | 36,6  | NA        |                  |
| Torre Annunziata Sud                                     | 20,0  | 31,6  | NA        |                  |
| Napoli Pompei Ovest                                      | 21,9  | 29,7  | NA        |                  |
| Castellammare di Stabia                                  | 22,5  | 29,1  | NA        |                  |
| Scafati-Pompei Est                                       | 25,0  | 26,6  | NA        |                  |
| Angri                                                    | 29,7  | 21,9  | SA        |                  |
| Nocera Inferiore                                         | 36,6  | 15,0  | SA        |                  |
| Cava de' Tirreni                                         | 42,9  | 8,7   | SA        |                  |
| Vietri sul Mare                                          | 48,4  | 3,2   | SA        |                  |
| Salerno                                                  | 51,6  | 0,0   | SA        |                  |
| Salerno Fratte                                           | 0,0   | 442,9 | SA        |                  |
| RA2 Avellino Caserta Napoli - Canosa Roma                | 0,2   | 442,7 | SA        |                  |
| San Mango Piemonte                                       | 7,3   | 435,7 | SA        |                  |
| Pontecagnano                                             | 13,0  | 429,9 | SA        |                  |
| Montecorvino Pugliano                                    | 17,5  | 425,4 | SA        |                  |
| Battipaglia                                              | 23,0  | 419,9 | SA        |                  |
| Eboli                                                    | 30,0  | 412,9 | SA        |                  |
| Campagna                                                 | 36,1  | 406,8 | SA        |                  |
| Contursi Terme-Postiglione                               | 46,0  | 396,9 | SA        |                  |
| Sicignano - Potenza RA05 Potenza                         | 54,0  | 388,9 | SA        |                  |
| Petina                                                   | 65,0  | 377,9 | SA        |                  |
| Polla                                                    | 76,0  | 366,9 | SA        |                  |
| Atena Lucana                                             | 83,0  | 359,9 | SA        |                  |
| Sala Consilina                                           | 88,0  | 354,9 | SA        |                  |
| Padula - Buonabitacolo                                   | 104,0 | 338,9 | SA        |                  |
| Maratea-Lagonegro Nord                                   | 124,0 | 318,9 | PZ        |                  |
| Lagonegro Sud                                            | 126,0 | 316,9 | PZ        |                  |
| Lauria Nord                                              | 138,0 | 304,9 | PZ        |                  |
| Lauria Sud                                               | 145,0 | 297,9 | PZ        |                  |
| Laino Borgo                                              | 153,0 | 289,9 | CS        |                  |
| Mormanno-Scalea                                          | 164,0 | 278,9 | CS        |                  |
| Campotenese                                              | 174,0 | 268,9 | CS        |                  |
| Castrovillari-Morano Calabro                             | 185,0 | 257,9 | CS        |                  |
| Castrovillari-Frascineto                                 | 194,0 | 248,9 | CS        |                  |
| Sibari                                                   | 208,0 | 234,9 | CS        |                  |
| Altomonte                                                | 214,0 | 228,9 | CS        |                  |
| Spezzano                                                 | 220,0 | 222,9 | CS        |                  |
| Tarsia                                                   | 225,0 | 217,9 | CS        |                  |
| Torano                                                   | 235,0 | 207,9 | CS        |                  |
| Montalto Uffugo                                          | 246,0 | 196,9 | CS        |                  |
| Cosenza Nord Crotone                                     | 253,0 | 189,9 | CS        |                  |
| Cosenza                                                  | 259,0 | 183,9 | CS        |                  |
| Rogliano - Grimaldi                                      | 273,0 | 169,9 | CS        |                  |
| Altilia                                                  | 286,0 | 156,9 | CS        |                  |
| San Mango d'Aquino                                       | 294,0 | 148,9 | CZ        |                  |
| Falerna                                                  | 304,0 | 138,9 | CZ        |                  |
| Lamezia Terme Catanzaro                                  | 320,0 | 122,9 | CZ        |                  |
| Pizzo                                                    | 339,0 | 103,9 | VV        |                  |
| Sant'Onofrio-Vibo Valentia                               | 348,0 | 94,9  | VV        |                  |
| Serre                                                    | 359,0 | 83,9  | VV        |                  |
| Mileto                                                   | 370,0 | 72,9  | VV        |                  |
| Rosarno SGC Jonio-Tirreno: Marina di Gioiosa Ionica      | 383,0 | 59,9  | RC        |                  |
| Service area "Rosarno"                                   | 390,0 | 56,9  | RC        |                  |
| Gioia Tauro                                              | 393,0 | 49,9  | RC        |                  |
| Palmi                                                    | 401,0 | 41,9  | RC        |                  |
| Sant'Elia                                                | 408,0 | 34,9  | RC        |                  |
| Bagnara Calabra                                          | 412,0 | 30,9  | RC        |                  |
| Scilla                                                   | 423,0 | 19,9  | RC        |                  |
| Santa Trada de Cannitello (cancelado desde 2008)         | 423,0 |       | RC        |                  |
| Área de Serviço "Villa San Giovanni"                     | 433,0 | 10,0  | RC        |                  |
| Villa San Giovanni Ferry para Sicília                    | 434,0 | 8,9   | RC        |                  |
| Campo Calabro                                            | 435,0 | 7,9   | RC        |                  |
| Reggio Catona - Arghillà                                 | 436,0 | 6,9   | RC        |                  |
| Reggio Gallico                                           | 437,0 | 5,9   | RC        |                  |
| Porto de Reggio - Lungomare Falcomatà Ferry para Sicília | 441,6 | 1,3   | RC        |                  |
| RA04 Reggio Calabria - SS106                             | 442,5 | 0,4   | RC        |                  |
| Reggio Calabria Nord                                     | 442,9 | 0,0   | RC        |                  |